# 街はステキなカーニバル
『街はステキなカーニバル』は、岡林信康が1979年10月25日にインビテーション / ビクター移籍後初で、70年代最後のアルバム。

## 解説
前作『セレナーデ』の続編のつもりで、ポール・アンカ、ニール・セダカみたいな、もっと徹底的に軽いポップスアルバムを作る予定だったが、岡林をずっと撮り続けていたカメラマンの川仁忍の体調が悪くなり、「君に捧げるラブ・ソング」というシリアスな歌を書いたりしたこともあり、ふざけていられなくなった。
「このアルバムには、フォーク的なものと、ロック的なものと、いわゆるポップなものと、演歌の泣きもあるから、いろんな要素があそこで溶け合ったかもわからないね。俺は意識してなかったけど、今聴くとそういうアルバムだな」
ジャケット写真は、岡林を長く撮り続けていた川仁忍の最後の仕事となった。

## 収録曲
全作詞・作曲：岡林信康、全編曲：渡辺茂樹

### Side A
1. Good-bye My Darling（アルバム・バージョン）  –  (3:54)
  - 最初にできた曲[2]。
2. モノクローム・シティ  –  (2:56)
3. 摩天楼  –  (3:44)
4. 遠い朝  –  (4:48)
5. 君に捧げるラブソング  –  (5:57)

### Side B
1. 街はステキなカーニバル  –  (3:29)
2. 血まみれ  –  (4:47)
3. ロックン・ロールしてるかい!?  –  (3:31)
4. 山辺に向いて  –  (7:39)
  - 東京を出て、5年間暮らした山村生活の総括みたいな歌[2]。川仁忍が闘病生活の中、「この曲にはお前にしか書けない、お前はこういう歌を書け」としきりに言ってた[2]。

### ボーナス・トラック
2007年リリース以降は、ボーナス・トラックとして以下の曲が収録されている。
1. Good-bye My Darling（シングル・バージョン）  –  (3:59)
2. Gの祈り  –  (4:46)

## レコーディング・メンバー

### ミュージシャン
- 唄、ギター、ハーモニカ  –  岡林信康
- キーボード　渡辺茂樹
- SAIL BOAT
  - Courtesy of CBS SONY INC.
  - 谷口陽一  –  Guitar, Steel Guitar *
  - 渡辺茂樹  –  Keyboards
  - 杉浦孝司  –  Bass *
  - 備瀬益男  –  Drums *
- 新田一郎

## 発売履歴
| 発売日         | レーベル                                                     | 規格 | 規格品番   | 備考 |
| -------------- | ------------------------------------------------------------ | ---- | ---------- | --- |
| 1979年10月25日 | インビテーション / ビクター音楽産業                          | LP   | VIH-6057   | |
| 1995年7月5日   | インビテーション / ビクターエンタテインメント                | CD   | VICL-18199 | 初CD化。 |
| 2007年9月21日  | インビテーション / ビクターエンタテインメント                | CD   | VICL-62563 | “40周年記念 紙ジャケCDコレクション”。2007年デジタルリマスター盤、紙ジャケット仕様。                                                     |
| 2008年5月21日  | インビテーション / ビクターエンタテインメント                | CD   | VICL-62563 | 2008年デジタルリマスター盤、紙ジャケット仕様。                                                                                          |
| 2017年3月8日   | インビテーション / JVCケンウッド・ビクターエンタテインメント | CD   | VICL-64742 | “ビクター・ビンテージ・ロック〜日本のロック名作選〜シリーズ”。2017年K2HD PROマスタリング、紙ジャケット仕様。ボーナス・トラック2曲収録。 |